# James Williams (Musiker)
James Williams (* 8. März 1951, Memphis, Tennessee; † 20. Juli 2004 in Manhattan, New York City) war ein US-amerikanischer Jazzpianist, -komponist und -arrangeur, Musikdozent und -produzent. Als Pianist hatte er einen leichten Klang, klare rhythmische Struktur und bewegliche Harmonik.

## Leben
James Williams interessierte sich dreizehnjährig zu Beginn seines Klavierspiels für Soul- und Gospelmusik und spielte Orgel in einer Baptistenkirche. Er studierte Musiktheorie an der Memphis State University, traf wieder auf Mulgrew Miller, der in derselben Kirche in Memphis wie er gespielt hatte, und Donald Brown, den er überredete, sich dem Klavier zuzuwenden, und spielte dort schon mit George Coleman, Thad Jones und Richard Davis. Wie Harold Mabern war er ein Bewunderer Phineas Newborns. Von 1972 bis 1977 lehrte er am Berklee College of Music in Boston und spielte mit Woody Shaw, Joe Henderson und Art Farmer. Erst 26-jährig hatte er mit Milt Jackson, Sonny Stitt und Louis Hayes gespielt.
Er spielte ab 1977 vier Jahre und zehn Platten lang als Pianist in Art Blakeys legendärer Band Jazz Messengers mit Solisten wie Wynton Marsalis und Bobby Watson, Billy Pierce, Charles Fambrough und brachte dort Eigenkompositionen ein. Im Jahr 1984 zog er nach Brooklyn, wo er als Bandleader (Contemporary Piano Ensemble) und Produzent tätig war. Dort spielte er unter anderem mit Bobby Hutcherson und Buddy Tate. Seit 1999 leitete er die Jazz Studies Abteilung der William Paterson University in Wayne, New Jersey (als Nachfolger von Rufus Reid). Mit seiner eigenen Band Intensive Care Unit  bezog Williams sich direkt auf die Gospel Politics von Aretha Franklin und Curtis Mayfield und den Soul Groove des einstigen Blakey Pianisten Bobby Timmons. Er nahm gerne Herausforderungen als Pianist und Produzent von Alben und Events an. Er spielte Soloplatten mit den renommierten Jazzmusikern Art Blakey, Ray Brown und Elvin Jones ein und gründete und produzierte das Contemporary Piano Ensemble und suchte ungewöhnliche Besetzungen. Am 20. Juli 2004 starb Williams im Alter von 53 Jahren nach langem Krankenhausaufenthalt in Manhattan an Leberkrebs.
Aufnahmen sind in Europa eher spärlich erhältlich und erschienen noch unter Art Farmer, Bill Easley Billy Pierce, Curtis Fuller, Emily Remler, Frank Gordon, Greg Abate, Marvin "Smitty" Smith, Ricky Woodard, Tom Harrell und der Memphis Convention.

## Seine Musik
Sein Solospiel klingt in der Unabhängigkeit von Harmonik, Rhythmik und Solistik wie eine kleine bis mittlere Jazzbesetzung. Bei Blakeys Messengers wahrt er eine organisierte Struktur, die sich dem Gruppenklang nicht unterordnet, aber den Solisten und seine Entfaltungsmöglichkeiten in den Mittelpunkt stellt. Wenn er erklärt, mit Blakey Musik zu machen sei "selbst wie eine Universität", scheint er der Pianist der Messengers zu sein, bei dem Blakeys Messengers zur Schule gehen. 
Weiter arbeitete er an der Anerkennung und Weiterentwicklung der Gospelmusik.

## Diskographie
- Mit Art Blakeys Jazz Messengers, auf den Labels Blue Note, Concord, Timeless, Philips
- Up to the Minute Blues, DIW, 1991, Sextett mit Joe Henderson.
- Meet the Magical Trio, Emarcy, 1989, Trio mit Charnett Moffet und Jeff Watts.
- The Magical Trio 1 , Emarcy, 1987, mit Ray Brown und Art Blakey
- The Magical Trio 2 , Emarcy, mit Ray Brown und Elvin Jones.
- Truth, Justice & Blues, Intensive Care Unit Evidence Music
- We've Got What You Need, Intensive Care Unit, Evidence Music 
  - die letzten beiden mit diversen Sängern und Instrumentalisten.